# Schillstraße 31 (Stralsund)
Das Gebäude mit der postalischen Adresse Schillstraße 31 in Stralsund ist ein denkmalgeschütztes Bauwerk in der Schillstraße.
Der dreigeschossige Putzbau weist Gurtgesimse auf und ein genutetes Erdgeschoss. Die Fenster des ersten Obergeschosses sind schlicht hervorgehoben. Das Gebäude erhielt seine heutige Fassadengestaltung Mitte des 19. Jahrhunderts.
Im Kern ist das Haus auf die zweite Hälfte des 17. Jahrhunderts zurückzuführen.
Das Haus liegt im Kerngebiet des von der UNESCO als Weltkulturerbe anerkannten Stadtgebietes des Kulturgutes „Historische Altstädte Stralsund und Wismar“. Es ist in die Liste der Baudenkmale in Stralsund eingetragen.